# ジェイン・オースティン
- ジェーン・オースティン

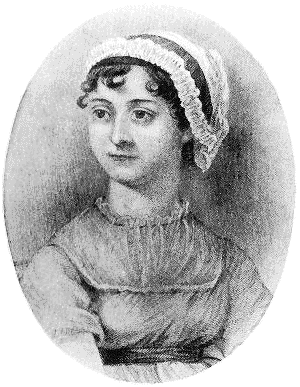
ジェイン・オースティンの姉のカサンドラによる肖像画を元にした銅版画

ジェイン・オースティン（Jane Austen 英語発音: [dʒeɪn ˈɔːstən /ˈɑstən]、1775年12月16日 - 1817年7月18日）は、イギリスの小説家。イングランド南岸部ハンプシャーのスティーブントン生れ。Janeを「ジェーン」、Austen を「オーステン」とカナ転写する場合もある。
18世紀から19世紀のイングランドにおける田舎の中流社会を舞台として、洞察力に裏打ちされた解釈で女性の私生活などを結婚を中心として皮肉と愛情を込めて描いた。その作品は近代イギリス長編小説の頂点とみなされており、英語における自由間接話法（描出話法）の発達に大きく貢献したことでも知られる。

## 生涯

### スティーブントン時代
1775年12月16日に、ハンプシャーのスティーブントンの牧師館で生まれた。牧師である父のジョージ・オースティン（1731年 - 1805年）は9歳で孤児となったが、伯父のフランシス・オースティンに助けられ、オックスフォード大学に入った。妻のカサンドラ（1739年 - 1827年）との間にはジェインの他に6人の兄弟と姉がおり、長兄のジェームズは父と同じくオックスフォードに入り詩などを発表していて、ジェインに影響を与えた。次兄のジョージについてはあまり伝えられておらず（言語に障害があったらしい）、三兄のエドワードは裕福な家の養子に入り、四兄のヘンリーもオックスフォードに入っている。五兄のフランシスと弟のチャールズは、共に海軍に進み提督にまで昇進した。姉のカサンドラとは生涯を通じて非常に親密な関係を保ち続けている。ジェインを描いたものと公式に認められている肖像画は、ロンドンのナショナル・ポートレート・ギャラリーに収められたカサンドラの手による彩色スケッチのみである。しかしながら、等身大の彩色画をジェインの一族が所蔵しており、これは10代の頃のジェインを描いたものとも言われている。
1783年にカサンドラとともに知り合いのもとへ預けられ、短期間ではあるがオックスフォードおよびサウサンプトンで教育を受けている。1785年から翌年にかけてはバークシャーのレディングにあるレディング修道院女子寄宿学校で学んだ。当時一般の少女よりも充実した教育を受け、この間に多くの文学作品に触れ、英訳されたゲーテの『若きウェルテルの悩み』も読んだという。1789年には早くも小説の原型を書き始めるようになったが、これは友人や家族に読み聞かせて喜ぶためであった。小説は3冊のノートにまとめられているが、2冊目にある「愛と友情」などには、すでに特色があらわれている。
1795年、書簡体形式の「エリナとメアリアン」を、翌年には「第一印象」を書いた。父は「第一印象」の出版を打診する手紙を出版社に送ったが断られた。1797年11月、「エリナとメアリアン」を下敷きとして「分別と多感」を書き始める。さらに、のち『ノーサンガー・アビー』となる「スーザン」にも取りかかり、1803年にはクロスドー社に売った。しかし生前は出版されず、死後『説得』とともに出版された。

### バース、サウサンプトン時代
オースティンの私生活にはほとんど変化がみられない。1801年にジョージはジェームズに牧師職を譲り、一家は当時から著名な保養地であったバースへと移った。オースティンはこのことを聞くと卒倒したというが、バースでの経験は後に小説を書く上で大きな糧となった。ここで一家が過ごした家屋は現存しており、その近くにはジェイン・オースティン・センターがある。この時期に「ワトソン一家」を書いたが、放棄されてしまう。
1801年夏、一家でデボンシャーを訪れた際、生涯唯一の恋をしたといわれる。相手はトーマス・ルフロイといい、晩年その旨を語っていたという。また1802年にはハリス・ビッグ＝ウィザーという人物からプロポーズされた。彼は裕福な若者であったが、「大きくて不器用な」性格をしており、彼女より6歳年下であった。未婚の女性は一生父や兄弟に頼って生活しなければならなかった当時のイギリスの中流階級において、この申し込みはまたとない機会であった。オースティンは一旦プロポーズを受け入れたが、翌日には断りの返事をした。
1805年1月21日に父が死去すると、オースティンと母と姉の3人はサウサンプトンのカッスル・スクエアの五兄フランシスの家でしばらく平穏に暮らした。

### チョートン時代

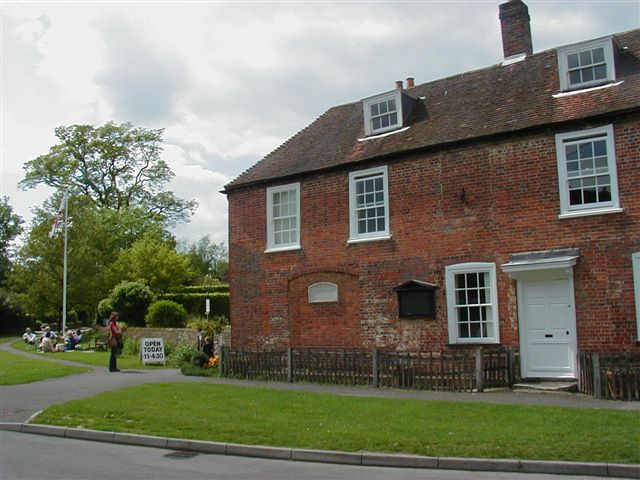
オースティンが晩年8年間を過ごした家屋。現在博物館として使用されている

妻を亡くした三兄エドワードの勧めで1809年にチョートンへと移る。エドワードの妻は裕福で、所有していたコテージで生活するようになった。この家は現在ジェイン・オースティンズ・ハウス博物館として一般に開放されている。
1811年、「マンスフィールド・パーク」を起稿し、さらに『分別と多感』を匿名で出版。さらに1813年1月には「第一印象」をもとにした『高慢と偏見』を出版した。なお、作品はすべて匿名で発表され、親しい者にも明かさなかった。1814年5月には『マンスフィールド・パーク』を刊行するが、読者や文壇からジェイン・オースティンという名前が知られることはなかった。だが1815年10月、『エマ』の出版直前に、偶然が重なり摂政王太子ジョージ（のちのジョージ4世）にもてなされた。王太子はジェインの作品の愛読者であり、そこで急遽『エマ』が献呈されることとなった。
1816年になるとオースティンは体調を崩しがちになり（現在ではアジソン病に罹患していたと考えられている）、病状は一進一退を繰り返し、翌1817年5月には療養のためハンプシャーのウィンチェスターへと移ったが、その2か月後の7月18日に死去した。その亡骸はウィンチェスター大聖堂に葬られ、1818年に『ノーサンガー・アビー』と『説得』が出版された。

## 評価
長編作品『分別と多感』『高慢と偏見』『エマ』『マンスフィールド・パーク』『ノーサンガー・アビー』『説得』は全て、平凡な田舎の出来事を描いたものであり、求めた題材の範囲は非常に狭く、いずれも登場人物は名家の娘と牧師や軍人などの紳士で、この男女が紆余曲折を経てめでたく結婚して終わる。オースティン自身、田舎に3、4の家庭があれば小説にもってこいの材料だ、と述べているが、そこでの人間階級を徹底的に描き尽くしており、人間性の不変さを示し、心理写実主義の先駆ともされている。
同時代や後年の作家にも高く評価されている。モームは『世界の十大小説』で『高慢と偏見』を選び、「大した事件が起こらないのに、ページを繰らずにはいられない」と評し、するどい感性とユーモアのあふれる文体は比類がなく、平凡な生活の中で見出した真実味のある多彩な描写は非常に巧みであると論じている。英国留学した夏目漱石は『文学論』で、「Jane Austenは写実の泰斗なり。平凡にして活躍せる文字を草して技神に入る」と、絶賛している。
一方で、同じ女性作家のシャーロット・ブロンテは情感に欠けると非難し、マーク・トウェインは動物的な嫌悪を感じるとし、D・H・ローレンスも批判的であった。
時代色が反映されていないのも特色の一つで、オースティンが生まれた翌1776年にアメリカ独立宣言が出され、20代前半にはフランス革命が起こっている。意図的かどうかは不明だが、作品にはそういった出来事は完全に排除されており、自らの経験にないことには決して手を触れなかった。同時代の文壇とも一切関わらず、作家とは全く関係がなかった。前述したとおり、作品もすべて匿名で発表され、読者もその名を知ることはなかった。なお、現在残っている手紙は、ほとんどが姉のカサンドラ宛てである。
一連の作品は、英文学古典の一つとして高く評価されている。初級の講義から各国の学会での高度な研究に至るまで多くの大学でオースティンの作品が取り上げられている。バースのゲイ・ストリートには現在、ジェイン・オースティン・センターがあり、様々な資料を展示する他、研究・啓蒙活動が行われている。
「君の心の庭に忍耐を植えよ、その草は苦くともその実は甘い」は彼女の言葉である。

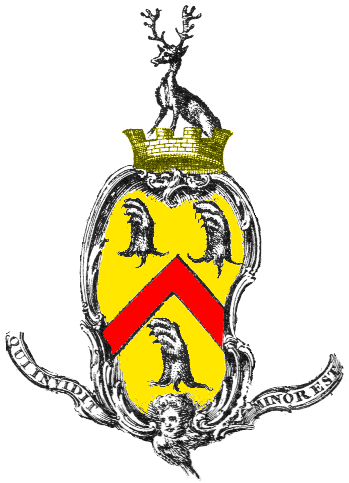
オースティン家の紋章

2016年以降に流通している10ポンド紙幣の肖像画に、ジェイン・オースティンが採用されている。

## 著作

### 長編小説
- 分別と多感（Sense and Sensibility、1811年）
- 高慢と偏見（Pride and Prejudice、1813年）
- マンスフィールド・パーク（Mansfield Park、1814年）
- エマ（Emma、1815年）
- ノーサンガー・アビー（Northanger Abbey、1817年）
- 説得（Persuasion、1818年）

### 短編小説
- レディ・スーザン（Lady Susan）
  - 惣谷美智子訳・解説 『レイディ・スーザン 書簡体小説の悪女をめぐって』 英宝社 1995年
- ワトソン一家（The Watsons、未完）
- サンディトン（Sanditon、未完）
  - 都留信夫監訳 『サンディトン ジェイン・オースティン作品集』 鷹書房弓プレス 1997年
「イヴリン・キャサリンあるいは東屋 ・ある小説の構想 ・ワトソン家の人・サンディトン」を収録

### 習作
- The Three Sisters
- Love and Freindship
- The History of England
- Catharine, or the Bower
- The Beautifull Cassandra
  - 都留信夫監訳 『美しきカサンドラ ジェイン・オースティン初期作品集』 鷹書房弓プレス 1996年

## 作品の映画化
オースティンの作品はその親しみやすさからか、これまでに幾度も映画化・映像化がなされてきた。
なかでも『高慢と偏見』は、最も取り上げられることの多い作品で、2005年現在では6本の映画が制作されている。近年では2005年に制作されたジョー・ライト監督、キーラ・ナイトレイ主演の映画『プライドと偏見』がある。5本のテレビ用シリーズの中では、BBCによって1995年に制作されたジェニファー・イーリー、コリン・ファース主演版の評価が非常に高い。2001年の『ブリジット・ジョーンズの日記』にはこの小説にヒントを得た人物が登場している。その他にも『高慢と偏見』から派生した作品はいくつもあり、2009年発行の『高慢と偏見とゾンビ』は高評価を得て、2016年には映画化もされている。
『エマ』も、これまでに5回映画化されている。『分別と多感』は1995年にアン・リー監督で『いつか晴れた日に』として映画化され、エマ・トンプソンがアカデミー脚色賞を受賞している。『説得』は2度のテレビシリーズ化、1度の映画化が行われた。『マンスフィールド・パーク』と『ノーサンガー・アビー』についても映画化されている。2016年にはケイト・ベッキンセイル主演で短編作品『レディ・スーザン』が"Love and Friendship"として映画化された。
1980年に制作された『マンハッタンのジェイン・オースティン』では彼女の唯一残された戯曲である「サー・チャールズ・グランディソン」の映画化を目論んで争う2つの映画会社を題材としている。

## 本人を題材とした映画・ドラマ
- ジェイン・オースティン 秘められた恋（2007年） - オースティンの若き日のただ一度の恋を描いた伝記映画
- ジェイン・オースティンの後悔（英語版）（2007年） - TVドラマ

## 親族
- 父 ジョージ・オースティン（英語版）（1731年 - 1805年）
- 母 カサンドラ（1739年 - 1827年）
- 兄 ジェームズ・オースティン
- 兄 ジョージ・オースティン
- 兄 エドワード・オースティン（英語版）（1768年? – 1852年）
- 兄 ヘンリー・トマス・オースティン（英語版）（1771年 – 1850年）
- 姉 カサンドラ・オースティン（英語版）（1773年 – 1845年）
- 兄 フランシス・オースティン（英語版）（1774年 – 1865年）
- ジェイン・オースティン（1775年 - 1817年）
- 弟 チャールズ・オースティン（1779年 – 1852年）